# Coccidioides immitis
Coccidioides immitis ist ein pathogener Schlauchpilz und der Verursacher der Kokzidioidomykose. Der Pilz besitzt ein 29 Mb großes haploides Genom. Coccidioides immitis ist entfernt mit dem ebenfalls dimorphen Pathogen Histoplasma capsulatum verwandt. Zum Überleben in Säugetiergewebe besitzt er Proteasen und Keratinasen. Zudem produziert er Toxine. Tannasen zum Abbau von pflanzlichen Geweben kann C. immitis hingegen nicht mehr produzieren. Bei Feuchtigkeit vermehrt sich der Pilz und bildet dabei eine enorme Menge Sporen. In der Trockenheit verbreiten sich die Sporen.
Coccidioides immitis kommt im Südwesten der Vereinigten Staaten vor. Böden von semiariden Regionen insbesondere im kalifornischen Längstal und den Wüsten im südlichen Arizona sind kontaminiert. Wird der Böden durch archäologische Grabungen, Bauarbeiten oder militärischen Übungen aufgewirbelt kommt es vermehrt zu Erkrankungsfällen. Mittlerweile tritt der Pilz auch in anderen Teilen der westlichen Hemisphäre auf. In Südamerika kommt Coccidioides immitis in Mexiko und Kolumbien vor.

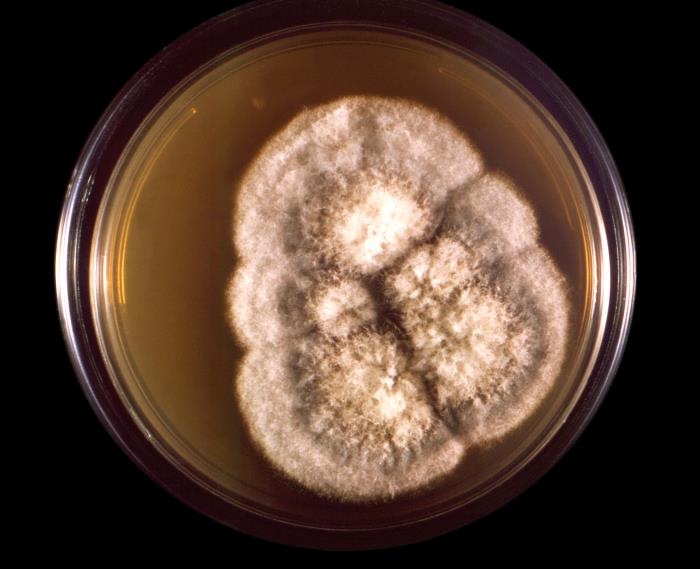
Coccidioides immitis bildet grau-weiße Kolonien auf Nährmedien

Die Anzucht im Labor wird dadurch erschwert, dass der Pilz im Vergleich zu Bakterien sehr langsam wächst und in der Kultur überwuchert werden kann. Dies ist sowohl bei Bodenproben oder Vegetationsproben, aber auch insbesondere bei klinischen Proben aus Sputum, Eiter, Blut oder Gewebeproben der Fall. Bei der Verwendung von Selektivnährmedien macht man sich zu Nutze, dass Coccidioides immitis als Stickstoff- und Kohlenstoffquelle relativ einfache Salze nutzt. Viele Bakterien können in dem nährstoffarmen Medium nicht gedeihen, andere Blastomyceten und Aspergillus Arten sind jedoch ebenfalls anspruchslos. Zur weiteren Unterdrückung der Begleitflora kann zudem Acriflavin zugesetzt werden.
Der Nachweis kann molekularbiologisch mittels PCR erfolgen.
Infektionsketten lassen sich mittels Next Generation Sequencing aufdecken.